# Caucalières
Caucalières är en kommun i departementet Tarn i regionen Occitanien i södra Frankrike. Kommunen ligger i kantonen Mazamet-Sud-Ouest som tillhör arrondissementet Castres. År 2022 hade Caucalières 288 invånare.

## Befolkningsutveckling
Antalet invånare i kommunen Caucalières
| Referens: INSEE |